# Take 5
Ne doit pas être confondu avec Take Five.
Take 5 est un jeu de société créé par Wolfgang Kramer en 1999 et édité par Amigo et Gigamic.